# Zagubiony Mikołaj
Zagubiony Mikołaj (ang. The Lost Claus, 2005) – odcinek specjalny (bożonarodzeniowy) serialu animowanego Dom dla Zmyślonych Przyjaciół pani Foster (ang. Foster’s Home for Imaginary Friends, 2004–2009), którego twórcą jest Craig McCracken. Kreskówkę tę emituje Cartoon Network.
Zagubionego Mikołaja emituje co roku na święta Cartoon Network, premiera odbyła się w 2005 roku. Odcinek ten jest też dostępny na płycie DVD „Gwiazdka Cartoon Network”, dołączonym do numeru grudniowego 2007 Cartoon Network Magazynu. Oprócz tego odcinka są tam też odcinki bożonarodzeniowe kreskówek: Ed, Edd i Eddy, Johnny Bravo i Mroczne przygody Billy’ego i Mandy.

## Opis odcinka
Maks idzie w Wigilię do Domu pani Foster. Tam wiesza na choince gwiazdkę. Spotyka tam Bloo, Chudego, Eduardo, Koko, Frankę i Pana Zająca. Wtedy do domu przychodzi Mikołaj. Maks jest zachwycony, ale po chwili zjawia się mnóstwo innych Mikołajów. Okazuje się, że są oni zmyślonymi przyjaciółmi. Maks idzie do pokoju Bloo, i tam wpada w panikę. Myśli, że Mikołaj nie istnieje, a Bloo postanawia mu udowodnić, że się myli. Chce mu udowodnić, że Mikołaj może latać po świecie w saniach i wejść do komina. Wsadza do sań Chudego, a do sań przyczepia Pegazy (latające konie). Każe im lecieć po całym świecie, a Chudy leci z nimi. Eduardowi zaś każe wejść do komina, gdzie Eduardo utyka. Koko zatrudnia w centrum handlowym. Pracuje ona jako Mikołaj i daje dzieciom prezenty. Przez przypadek Maks niszczy jej ubranie, i dzieci orientują się, że nie jest Mikołajem. Koko zostaje zwolniona i się obraża na Maksa. Tymczasem nadchodzi noc, i Maks chce uwierzyć, że Mikołaj istnieje. Dlatego prosi go w duchu, żeby dał mu cokolwiek, np. bieliznę. Bloo zaś jest zły, bo Pan Zając co roku kupuje każdemu przyjacielowi tylko jeden prezent. Straszy go w nocy, by kupił więcej prezentów. Pan Zając wtedy wynosi choinkę i niszczy ozdoby bożonarodzeniowe. Rano Maks się budzi i okazuje się, że wśród prezentów pod choinką wcale nie ma bielizny. Wtedy dochodzi do wniosku, że Mikołaj nie istnieje. Idzie do Domu pani Foster, gdzie choinka i ozdoby już są. Wszyscy przyjaciele mają po jednym prezencie, ale bardzo okazałym. Franka (która nie wierzyła w Mikołaja) dzwoni na policję, iż ktoś się do nich włamał i zostawił upominki. Tymczasem Maks też dostał prezent, a były to majtki. A więc Mikołaj istnieje. Poza tym Chudy wrócił, Eduardo wyszedł z komina, Koko już nie jest obrażona, a Bloo za bycie niegrzecznym dostał węgiel.

## Wersja polska
Opracowanie i udźwiękowienie wersji polskiej: Studio Sonica
Reżyseria: Miriam Aleksandrowicz
Dialogi polskie: Barbara Robaczewska
Dźwięk i montaż: Agnieszka Stankowska
Organizacja produkcji: Elżbieta Kręciejewska
Wystąpili:
- Grzegorz Drojewski – Bloo
- Kajetan Lewandowski – Maks
- Ryszard Nawrocki – pan Zając
- Agnieszka Fajlhauer –
  - Franka,
  - Matka Maksa
- Anna Apostolakis – Koko
- Wojciech Paszkowski – Chudy
- Marcin Troński – Eduardo
- Miriam Aleksandrowicz – pani Foster
- Mariusz Oborski – Tadek
- Krzysztof Kołbasiuk – Święty Mikołaj 1
- Jacek Czyż – Święty Mikołaj 2

i inni
Lektor: Radosław Popłonikowski

## Nagrody
W 2006 roku zdobył Annie w kategorii „Production Design in an Animated TV Series”.